# Friedhof Enzenbühl

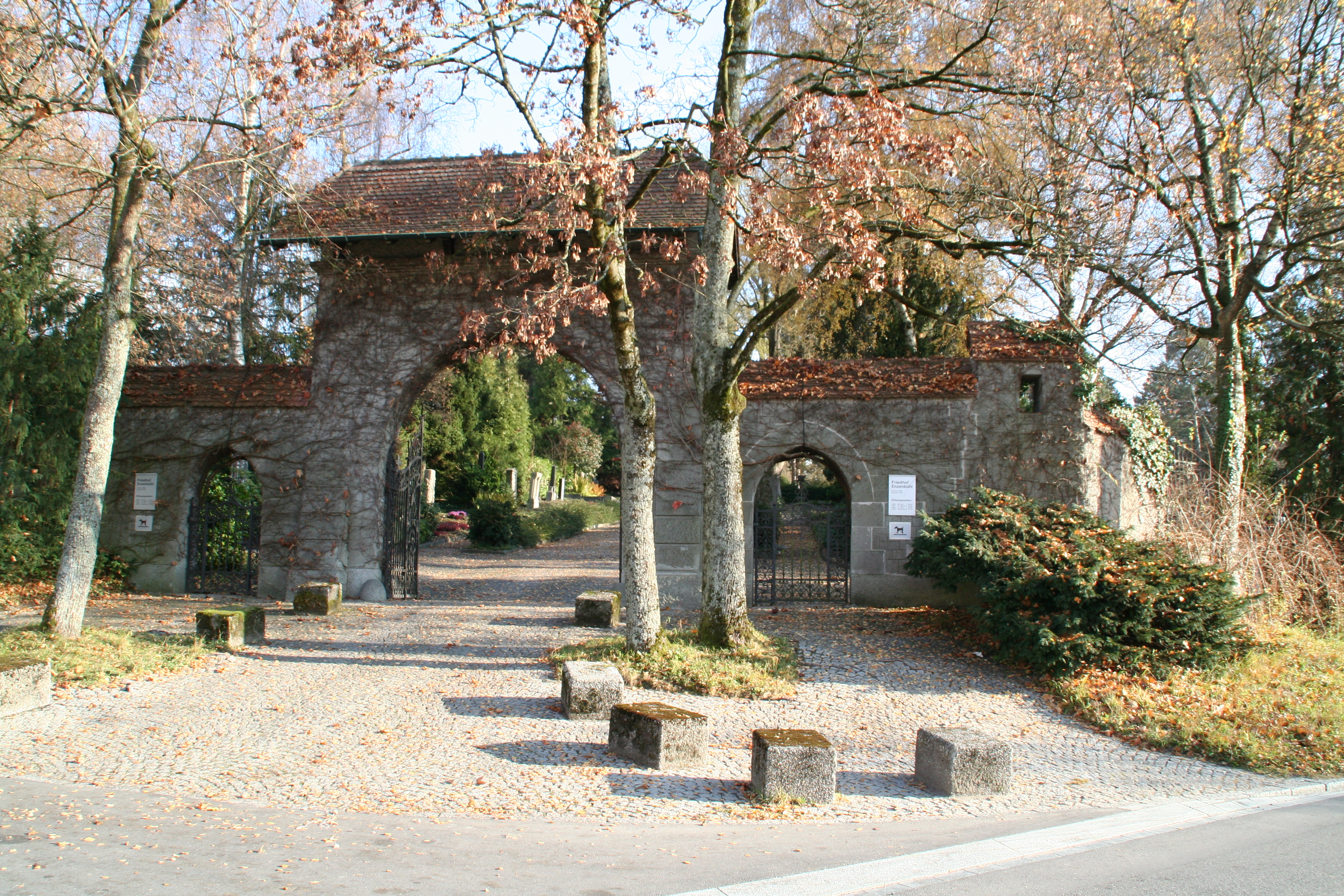
Friedhof Enzenbühl, Portal an der Witellikerstrasse

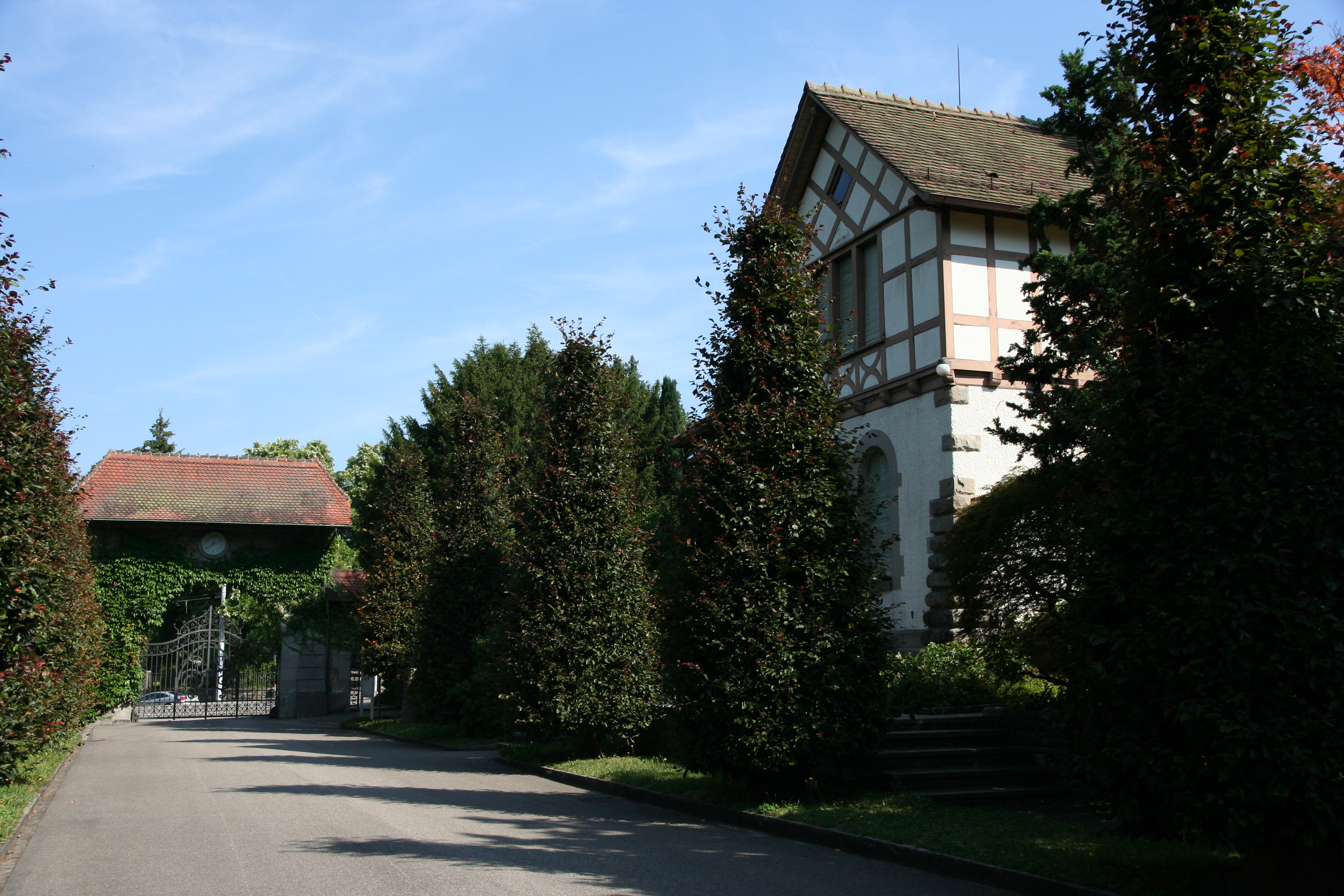
Dienstgebäude und Portal Forchstrasse

Der Friedhof Enzenbühl ist ein Friedhof der Stadt Zürich. Zum Teil liegt er auf dem Gemeindegebiet von Zollikon.

## Geschichte
Der Friedhof wurde 1900–1902 infolge der Überbelegung des nahen Friedhofs Rehalp nach Plänen von Stadtbaumeister Arnold Geiser angelegt. Als auch der Friedhof Enzenbühl im Jahr 1917 voll belegt war, begannen Studien zu einer Erweiterung und der Friedhof Rehalp wurde zur Wiederbelegung hergerichtet. 1932–1936 erfolgte eine Erweiterung durch Konrad Hippenmeier sowie Walter und Oskar Mertens, sodass die Fläche nun rund 10 ha betrug. 1936 wurde die Zuständigkeit für den Friedhof zwischen der Stadt Zürich und Zollikon geregelt, sodass der Friedhof unter Polizeischutz der Stadt Zürich zu liegen kam, obwohl das südöstliche Gebiet auf Zolliker Grund liegt. 112 Gräber stehen unter Denkmalschutz.

## Glocke

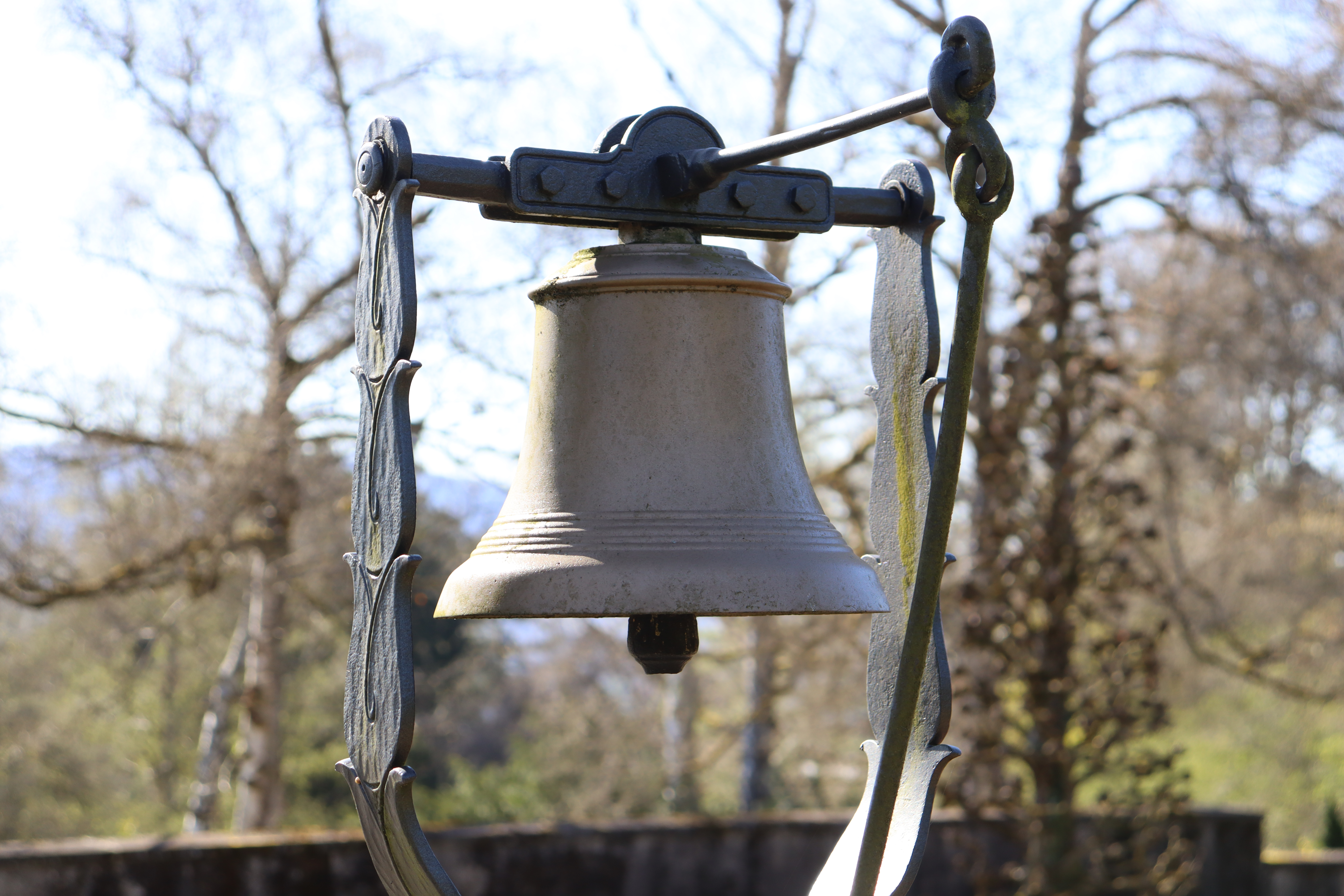
Glocke

In der Mitte des Friedhofs befindet sich eine kleine Glocke mit dem Schlagton d3. Sie hängt normalerweise an einer Metallstange und wird von Hand geläutet.

## Gestaltung
Der Friedhof Enzenbühl liegt zwischen der Forch- und der Witellikerstrasse. Die beiden dreitorigen Portale erschliessen den Friedhof von Nordwesten, wobei der Zugang von der Forchstrasse zum oberen, älteren Teil des Friedhofs führt, der Zugang von der Witellikerstrasse zum unteren, jüngeren Teil. Hinter dem unteren Portal trennen sich drei Wege. Zwei schmalere führen dem westlichen Rand des Friedhofs entlang, der mittlere Weg steigt als Sichtachse zum oberen Teil des Friedhofs, wo sich die neugotische Abdankungshalle sowie die Verwaltungs- und Wirtschaftsgebäude befinden. Diese Gebäude befinden sich in der Nähe des oberen Friedhofportals, von wo aus sich das obere Friedhofsgelände erschliesst. Bemerkenswert ist die Bronzeplastik Liegende von Franz Fischer am Bassin sowie die Vase am Südende der Terrasse von Luigi Zanini.

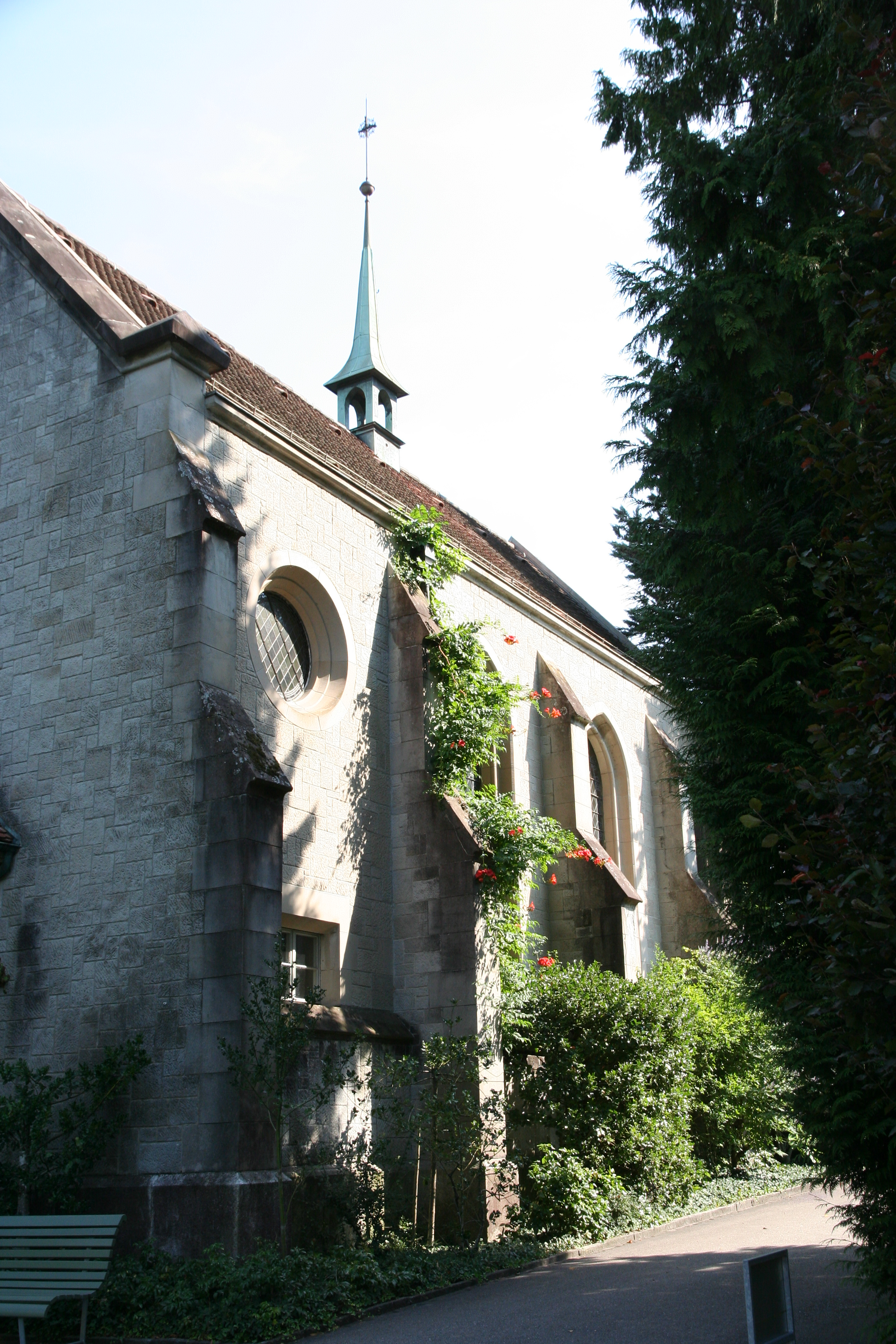
Neugotische Kapelle
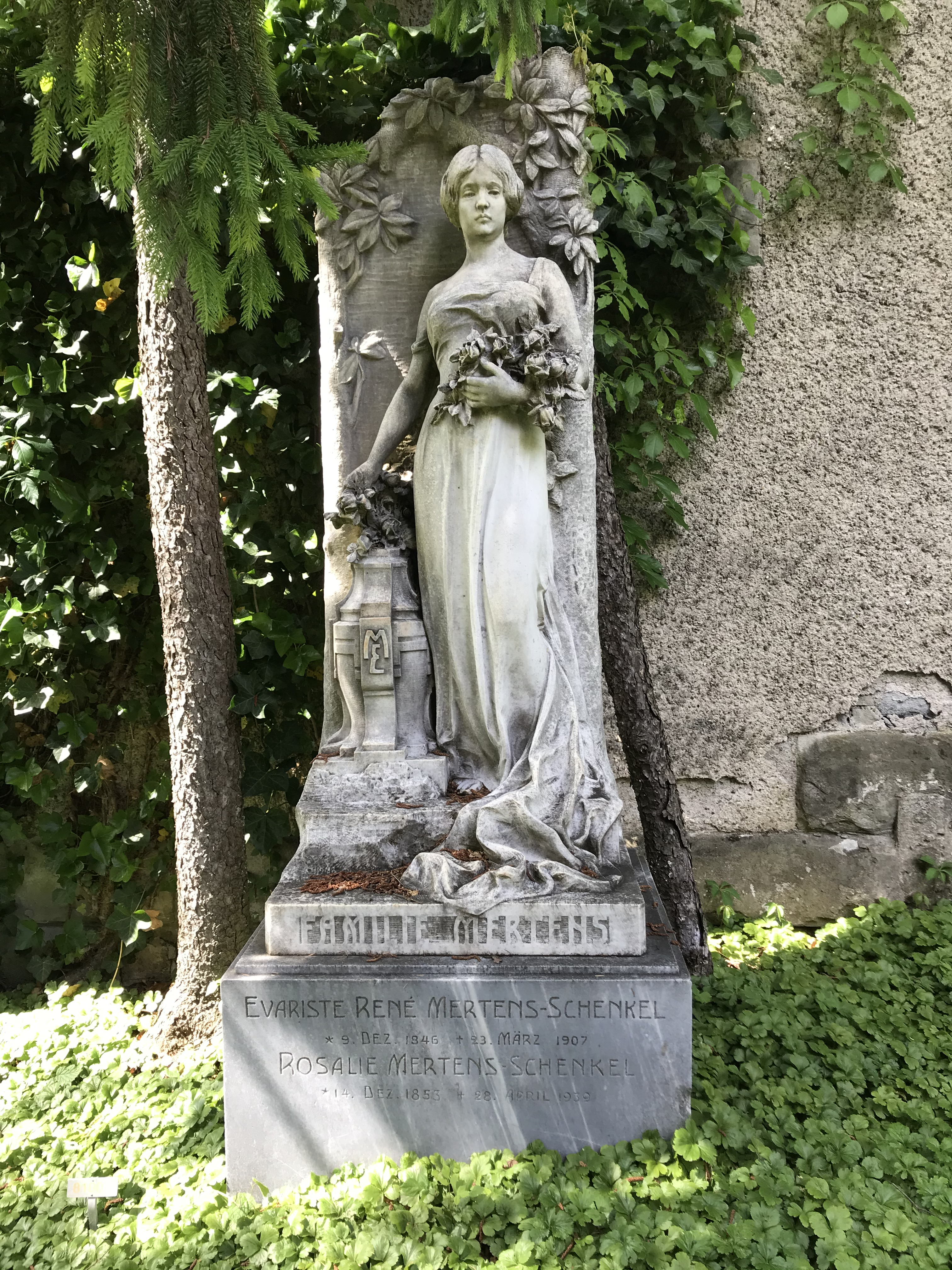
Grab Everiste Mertens, Gartenarchitekt
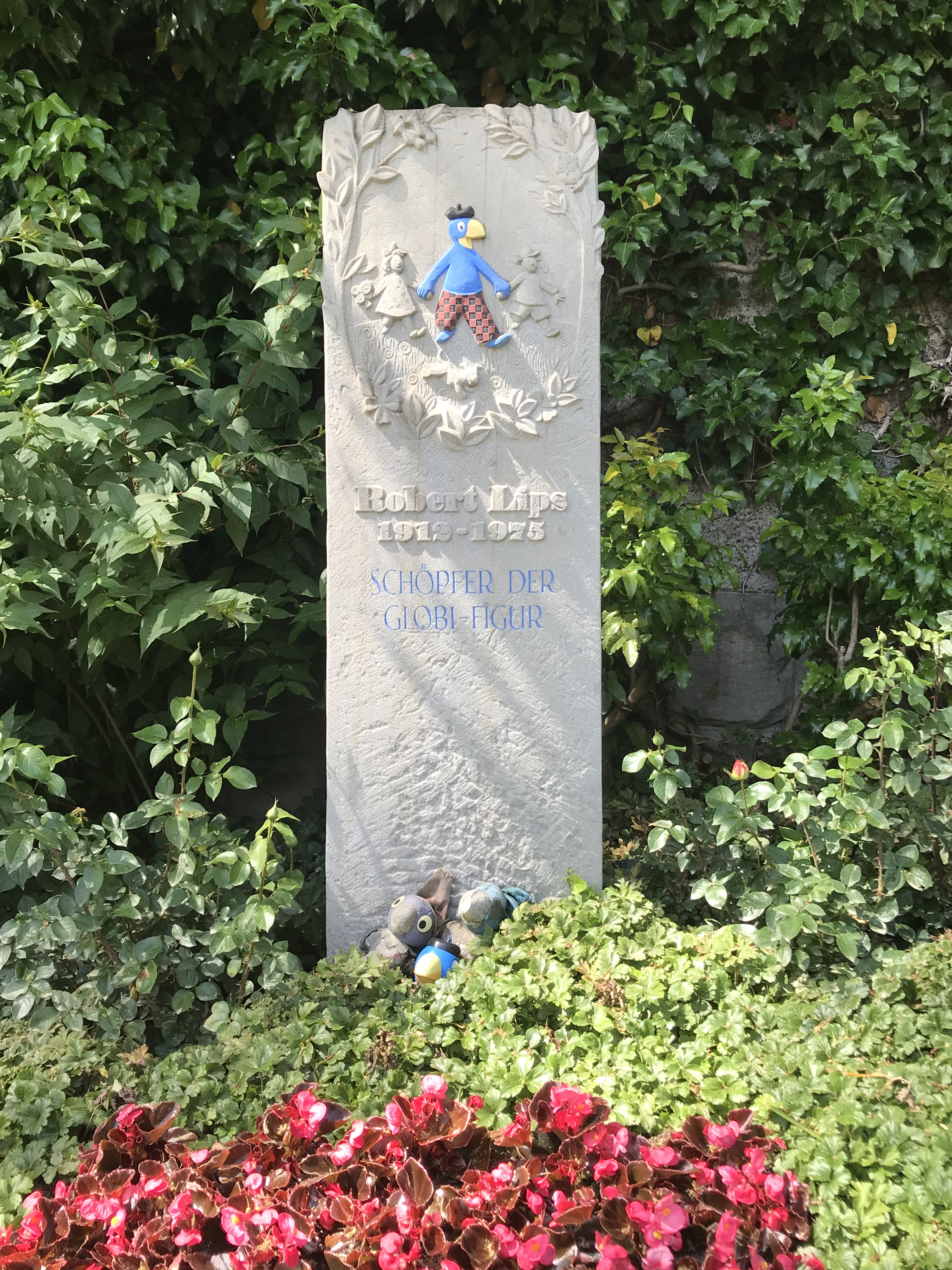
Grab Robert Lips, Schöpfer der Globi-Figur
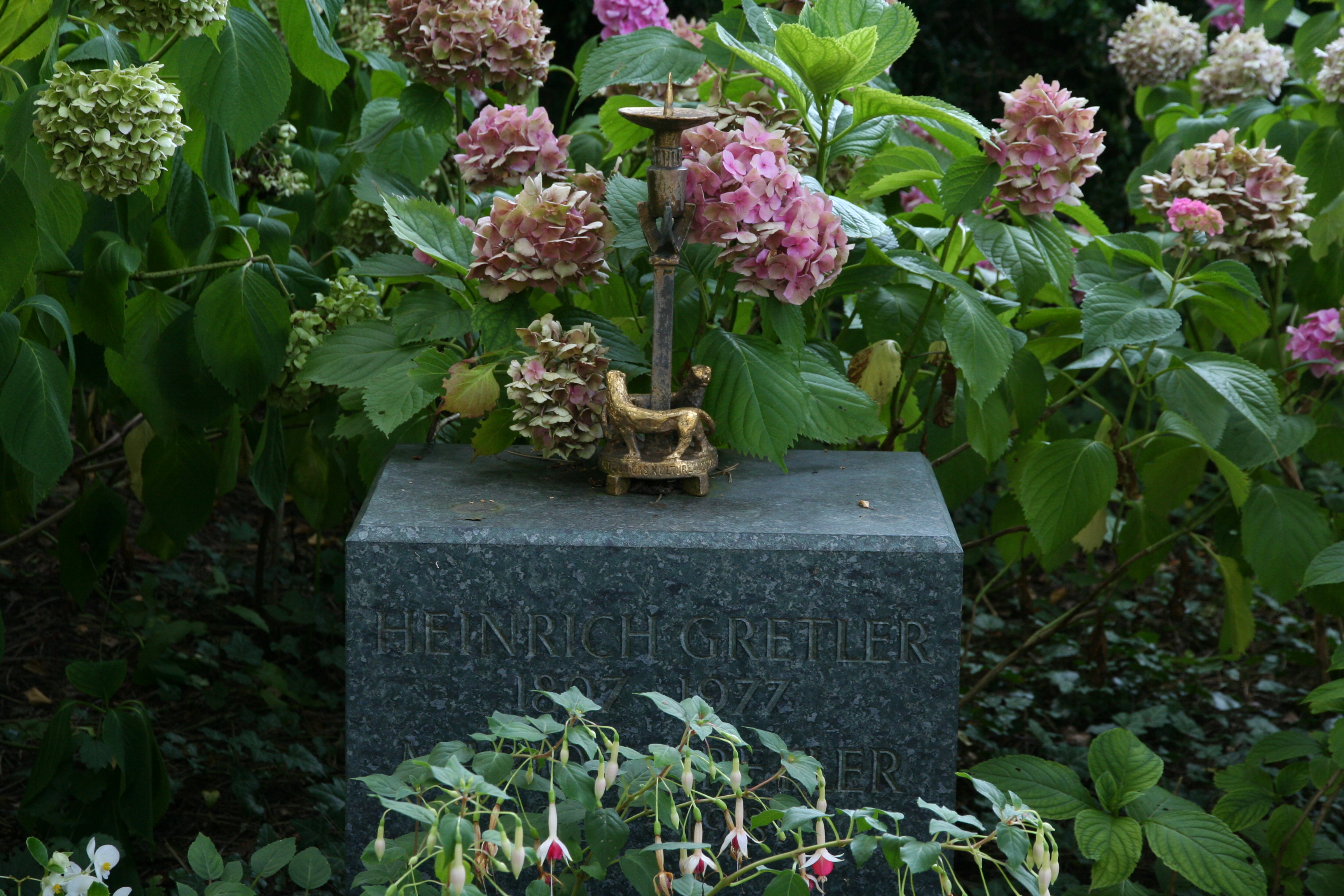
Grab Heinrich Gretler, Volksschauspieler
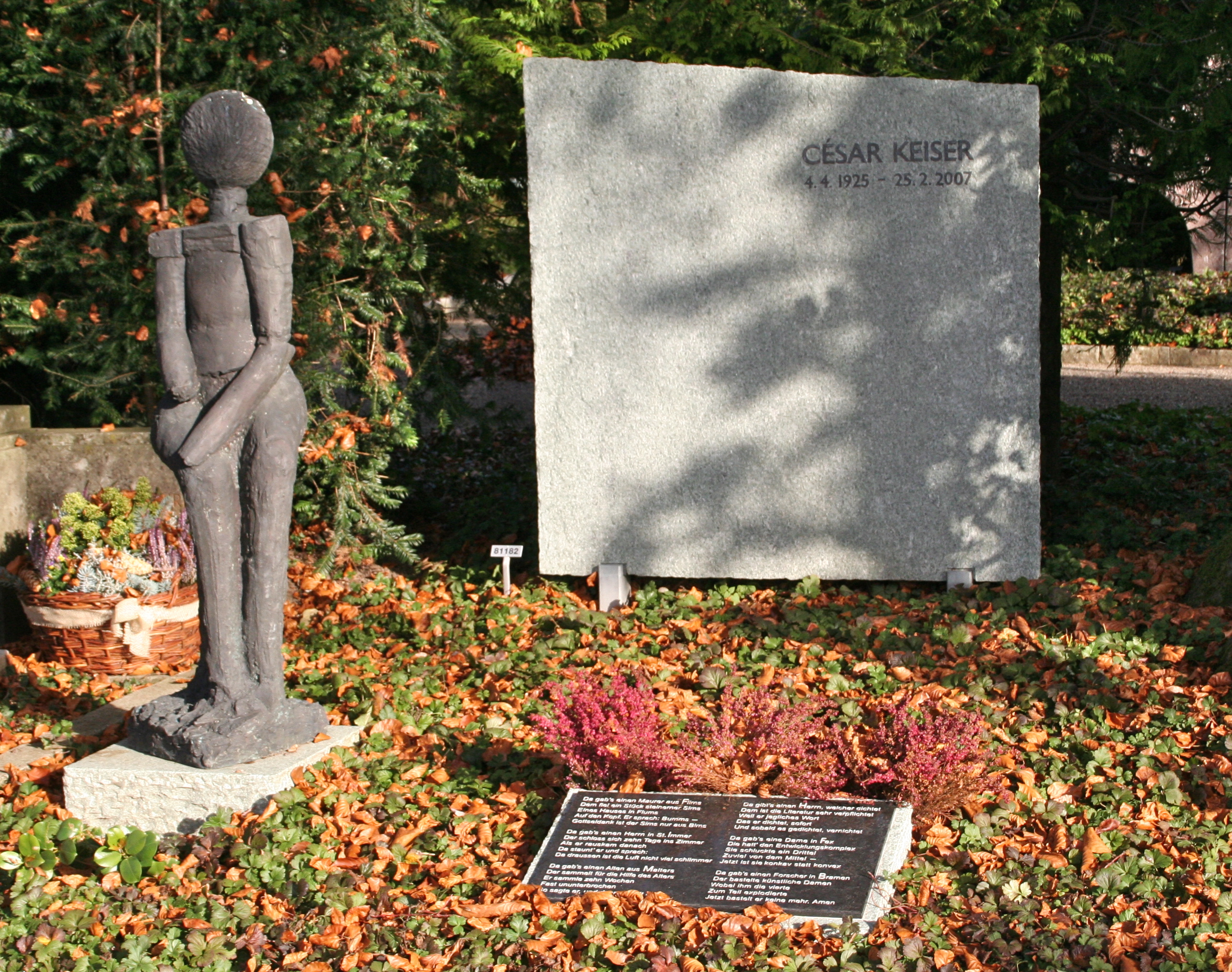
Grab César Keiser, Kabarettist
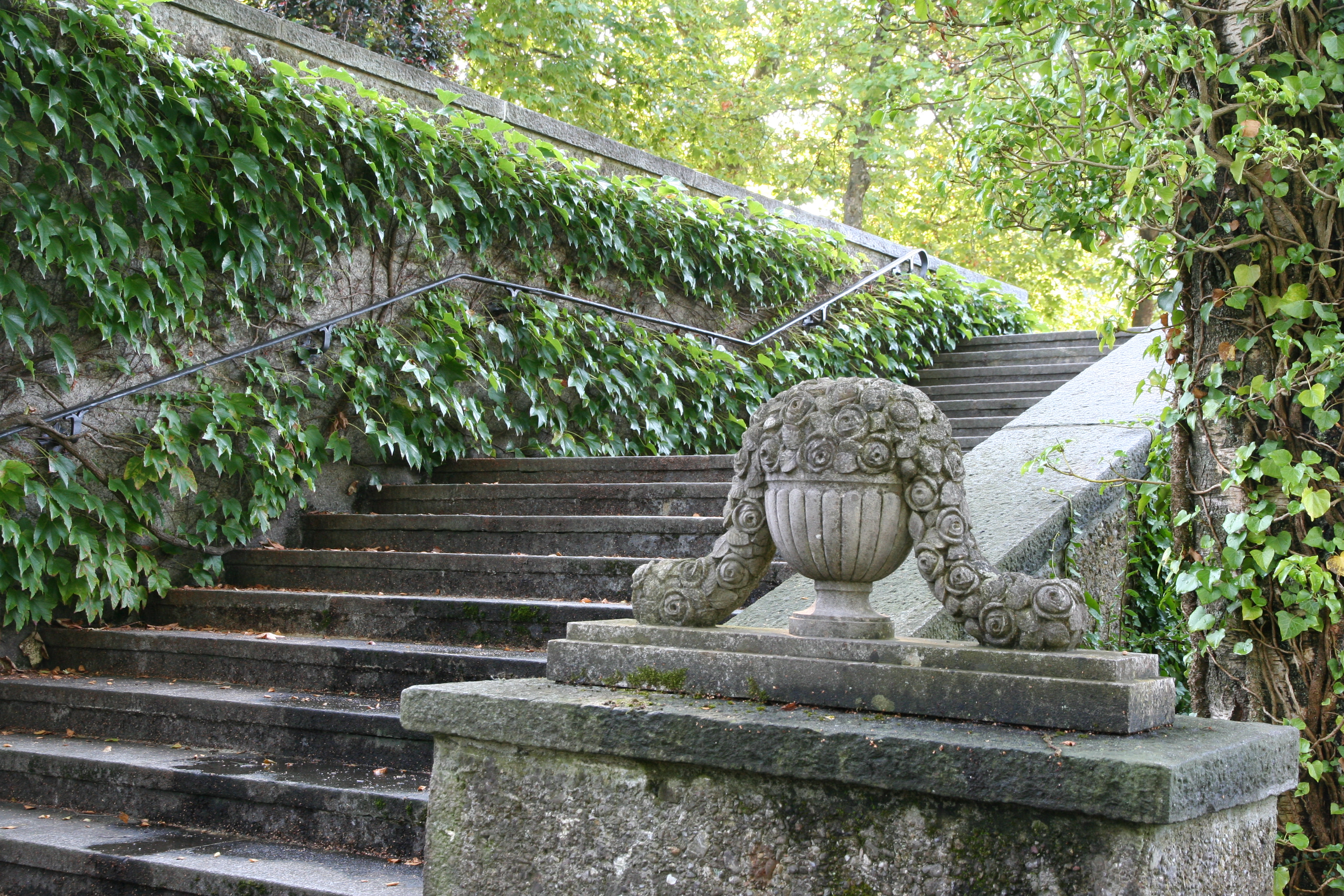
Freitreppe, Detail

## Grabstätten bedeutender Persönlichkeiten
Auf dem Friedhof Enzenbühl sind zahlreiche bekannte Persönlichkeiten begraben:
- Carl Abegg, 1836–1912, Rohseidenhändler, Bankier
- Carl Abegg, 1860–1943, Unternehmer und Textilfabrikant
- Carl Julius Abegg, 1891–1973, Textilindustrieller und Bankier
- Werner Abegg, 1903–1984, Textilindustrieller, Sammler und Mäzen
- Elisabeth Aman, 1888–1966, Schriftstellerin
- Richard Aman, 1914–1988, Diplomat
- Gustav Ammann, 1885–1955, Gartenarchitekt
- Karl Attenhofer, 1837–1914, Komponist
- Otto Charles Bänninger, 1897–1973, Bildhauer
- Maria Becker, 1920–2012, Schauspielerin
- Hans Behn-Eschenburg, 1864–1938, Physiker und Unternehmer
- Louis-Paul Betz, 1861–1904, Literaturwissenschaftler
- Maria Bindschedler, 1920–2006, Mediävistin und Erste Dekanin an der Universität Bern
- Rudolf Bindschedler, 1915–1991, Jurist, Hochschullehrer, Botschafter und Oberst
- Rudolf Gottfried Bindschedler, 1883–1947, Jurist, Bankier, Kunstsammler und Philanthrop
- Klaus Grawe, 1943–2005, Psychologischer Psychotherapeut und Hochschullehrer
- Hermann Bleuler, 1837–191, Maschineningenieur, Geschützkonstrukteur und Artillerie Oberst
- Konrad Bleuler, 1912–1992, Physiker
- Fritz Bond alias N. O. Scarpi, 1888–1980, Schriftsteller
- Conrad Brunner, 1859–1927, Chirurg und Medizinhistoriker
- Emil Buomberger, 1877–1939, Jurist, Journalist, Redakteur, Schriftsteller und Politiker
- Oskar Burri, 1913–1985, Architekt und Innenarchitekt
- Urs Bürgi, 1909–1989, Regierungsrat
- Paul Clairmont, 1875–1942, Chirurg und Hochschullehrer
- Eugen Curti, 1865–1951, Jurist und Politiker
- Cäsar Denner, 1846–1914, Kaufmann und Unternehmer
- Franz Eberhard 1944–2014, Architekt und Stadtbaumeister
- Gerold Eberhard 1824–1880, Lehrer und Autor
- Franz Fein, 1896–1945, Übersetzer
- Maria Fein, 1892–1965, österreichische Schauspielerin und Regisseurin
- Johannes Feiner, 1909–1985, Priester und Theologe
- Wilhelm Fiedler, 1832–1912, Mathematiker und Autor
- Fritz Fischer, 1898–1947, Elektroingenieur
- Hanny Fries, 1918–2009, Kunstmalerin
- Willy Fries, 1881–1965, Maler
- Inigo Gallo, 1932–2000, Schweizer Volksschauspieler und Kabarettist
- Ernst Gisel, 1922–2021, Architekt.
- Heinrich Gretler, 1897–1977, Schweizer Volksschauspieler
- Max Ernst Haefeli, 1901–1976, Architekt
- Heidemarie Hatheyer, 1919–1990, Schauspielerin
- Jakob Hausheer, 1865–1943, Theologe und Sprachwissenschaftler, Grab wurde in den 1990er Jahren aufgehoben
- Adolf Herbst, 1909–1983, Kunstmaler
- Madeleine Kemény-Szemere, 1906–1993, Malerin und Zeichnerin
- Zoltán Kemény, 1907–1965, Bildhauer, Maler und Architekt
- Hermann Hitzig, 1843–1918, Klassischer Philologe und Pädagoge
- Willi Facen, 1930–2022, Aquarellist, Maler, Zeichner und Zeichenlehrer
- Hermann Ferdinand Hitzig, 1868–1911, Rechtshistoriker
- Walter H. Hitzig, 1922–2012, Kinderarzt und Transplantationsmediziner
- Hans Hofmann, 1897–1957, Architekt
- Hans und Annemarie Hubacher, Architekten
- Hermann Hubacher, 1885–1976, Bildhauer
- Emil Huber-Stockar, 1865–1939, Unternehmer und Eisenbahnpionier
- Max Huber, 1874–1960, Jurist, Politiker und Diplomat
- Peter Emil Huber-Werdmüller, 1836–1915, Gründer der Maschinenfabrik Oerlikon und der Uetlibergbahn
- Charles Hug, 1899–1979, Maler, Zeichner und Buchillustrator
- Arnold Huggler, 1897–1988, Bildhauer
- Max Hunziker, 1901–1976, Kunstmaler
- Alfred Ilg, 1854–1916, Ingenieur, Berater des Äthiopischen Kaisers
- Xaver Imfeld, 1853–1909, Topograph
- Gotthard Jedlicka, 1899–1965, Kunsthistoriker
- Adolf Jöhr, 1878–1953, Bankier und Funktionär
- Henrik Kaestlin, 1911–2000, Jurist und Filmproduzent
- Walter Adolf Jöhr, 1910–1987, Nationalökonom
- Nico Kaufmann, 1916–1996, Komponist und Pianist
- César Keiser, 1925–2007, Kabarettist
- Rolf Keller, 1930–1993, Architekt
- Zoltán Kemény, 1907–1965, Bildhauer und Architekt
- Emil Klöti, 1877–1963, Stadtpräsident von Zürich
- Emil Kollbrunner, 1846–1918, Gymnasiallehrer, Rektor, Redakteur, Politiker und Stadtschreiber
- Eduard Korrodi, 1885–1955, Literaturkritiker
- Adolf Krämer, 1832–1910, Gründer des Landwirtschaftlichen Genossenschaftswesen
- Hugo Krayenbühl, 1902–1985, Neurochirurg
- Rudolf Ulrich Krönlein, 1847–1910, Chirurg
- Friedrich Kuhn, 1926–1972, Maler, Zeichner und Bildhauer
- Liny Kull, 1919–2007, Malerin und Mosaizistin
- Heinrich Markus Kundert, (1853–1924), Bankier
- Werner Friedrich Kunz, 1896–1981, Bildhauer
- Ferdinand Leitner, 1912–1996, Dirigent
- Jella Lepman, 1891–1970, deutsche Journalistin und Autorin
- Leopold Lindtberg, 1902–1984, Regisseur
- Robert Lips, 1912–1975, Zeichner, Erfinder der Kinderbuchfigur Globi
- Ferdinand Matt, 1893–1953, Pfarrer und Kanonikus
- Franz Meyer (Kunsthistoriker), 1919–2007 Kunsthistoriker und Jurist
- Franz Meyer (Unternehmer), 1889–1962, Jurist, Unternehmer und Kunstsammler
- Fritz Meyer-Fierz, 1847–1917, Unternehmer, Mäzen und Kunstsammler
- Pia Meyer-Federspiel, 1929–2016, Künstlerin
- Hubert Menten, (1873–1964), niederländischer Bobfahrer (Bremser)
- Evariste Mertens, 1846–1907, Garten- und Landschaftsarchitekt
- Oskar Mertens, 1887–1976, Garten- und Landschaftsarchitekt
- Monica Morell, 1953–2009, Schlagersängerin
- Otto Münch, 1885–1965, Bildhauer
- Katarina Elisabeth Bader-Molnar, 1913–2004, Bibliothekarin, Gymnasiallehrerin und Schriftstellerin
- Peter Noll, 1926–1985, Jurist, Publizist
- Eduard Norden, 1868–1941, Klassischer Philologe und Religionshistoriker
- Margrit Rainer, 1914–1982, Schweizer Volksschauspielerin und Kabarettistin
- Karl Richter, 1926–1981, Dirigent und Organist
- Curt Riess, 1902–1993, deutsch-jüdischer Schriftsteller
- Sigismund Righini, 1870–1937, Maler
- Melchior Römer, 1831–1895 Jurist und Politiker. Stadtpräsident in Zürich
- Felix Somary, 1881–1956, Bankmanager, Nationalökonom und politischer Analytiker
- Jacques Schader, 1917–2007, Architekt
- Ernst Scheidegger, 1923–2016, Fotograf, Maler, Grafiker und Verleger
- Alfred Schindler, 1934–2012, Reformierter Theologe
- Dietrich Schindler-Huber, 1856–1936, Industrieller
- Dietrich Schindler senior, 1890–1948, Rechtswissenschaftler
- Dietrich Schindler junior, 1924–2018, Jurist
- Hans Schindler, 1896–1984, Industrieller
- Regine Schindler, 1935–2013, Schriftstellerin, Germanistin
- Jürg Schubiger, 1936–2015, Psychotherapeut, Schriftsteller
- Hans Schulthess, 1872–1959, Verlagsbuchhändler
- Paul Schweizer, 1852–1932, Archivar, Historiker und Hochschullehrer
- Matias Spescha, 1925–2008, Maler, Bildhauer und Grafiker
- Willy Spühler, 1902–1990, Bundesrat
- Mart Stam, 1899–1986, Architekt
- Charlot Strasser, 1884–1950, Psychiater und Schriftsteller
- Siegfried Trebitsch, 1868–1956, Dramatiker
- Otto Uhlmann, 1891–1980, Dirigent und Komponist
- Fred Unger, 1917–2000, Architekt
- Rudolf W. Vollmoeller, 1874–1941, Unternehmer
- David Weiss, 1946–2012, Bildhauer, im Künstlerduo mit Peter Fischli
- Julius Weber, 1838–1906, Kaufmann und Unternehmer
- Oscar Weber, 1868–1952, Unternehmer
- Arthur Welti, 1901–1961, Schauspieler, erster Reporter von Radio Zürich
- Alfred Werner, 1866–1919, Chemiker, Nobelpreisträger
- Ernst Wetter, 1877–1963, Bundesrat
- Urs Widmer, 1938–2014, Schriftsteller, Übersetzer
- Hans Georg Wirz, 1885–1972, Historiker, Bibliothekar, Autor und Generalstabsoffizier
- Toni Wolff, 1888–1953, Psychoanalytikerin
- Ernst Zahn, 1867–1952, Schriftsteller
- Gottlieb Zeithammer, 1904–1982, Bassbariton
- Albert Züblin, 1905–1980, Generalstabsoffizier
- Paul Müller-Zürich, 1898–1993, Komponist